# Енгелина Смирнова
Енгелина Сергејевна Смирнова (Лењинград, 4. фебруар 1932) руски је историчар уметности, универзитетски професор и инострани члан САНУ.

## Биографија
У периоду 1948-1953 студирала је на Лењинградском државном универзитету на Одсеку за историју уметности Историјског факултета. Након дипломирања, радила је као истраживач на Одељењу за древну руску уметност Руског музеја (1953-1969). Године 1965. на Московском државном универзитету одбранила је докторат. Од 1969. године је главни истраживач на Катедри за историју староруске уметности Државног института за историју уметности. Године 1979. на Московском државном универзитету одбранила је докторску дисертацију „Сликарство Великог Новгорода. Средина 13. - почетак 15. века.
Од 1978. ради на Московском државном универзитету на Катедри за историју руске уметности. Године 1988. стекла је академско звање професора. Она је професорка на катедри за историју руске уметности Универзитета у Моксви. Предаје историју староруске уметности. Деведесетих је предавала на Универзитету у Милану, Универзитету на Криту и низу значајних америчких универзитета.
Од 2010. године је стални кустос међународне конференције „Актуелни проблеми теорије и историје уметности“.
Лауреатје  награде М. В. Ломоносов (2010) за научну публикацију Гледајући на слику античких сликара ... Тема поштовања икона у уметности средњовековне Русије.

## Награде
- Макаријевска награда, 2007.[1]
- Награда „Ломоносов”, 2010.[1]

## Дела
- Живопись Обонежья XIV—XVI вв / Редколлегия: В. Н. Лазарев, О. И. Подобедова. АН СССР. Институт истории искусств Министерства культуры СССР. — М.: Наука, 1967. — 188, [12] с. — (Памятники древнерусского искусства). — 5500 экз. (в пер., суперобл.)
- Живопись Великого Новгорода. Середина XIII — начало XV в. М., 1976.
- Живопись Великого Новгорода. XV в. М., 1982. (B соавт. с В. К. Лауриной, Э. А. Гордиенко.)
- Московская икона XIV—XVII веков. Л., 1988. (Вышла также на англ., франц. яз.)
- Лицевые рукописи Великого Новгорода. XV в. М., 1994.
- Fonti della Sapienza. Le miniature di Novgorod del XV secolo. Milano, 1996.
- La pittura russa. T. 1. Milano, 2001. (B соавт. с В. Д. Сарабьяновым)
- Иконы Северо-Восточной Руси. Ростов, Владимир, Кострома, Муром, Рязань, Москва, Вологодский край, Двина. Середина XIII — середина XIV века // Центры художественной культуры средневековой Руси. М., 2004.
- «Смотря на образ древних живописцев…» Тема почитания икон в искусстве Средневековой Руси. М., 2007.